# Impedanzspektroskopie
Die Impedanzspektroskopie ist die Bestimmung des Wechselstromwiderstandes, der auch Impedanz genannt wird, in Abhängigkeit von der Frequenz des Wechselstroms. Dazu wird die Impedanz bei mehreren Frequenzen über einen definierten Frequenzbereich (Spektrum) bestimmt.
Impedanzspektroskopie bietet den Vorteil, dass sich frequenzabhängige Phänomene von Systemen analysieren lassen, ohne dass Messungen im Systeminneren vorgenommen werden müssen. So können komplette und auch geschlossene Systeme (z. B. Batterien in ihrem Stahlgehäuse) schnell und zerstörungsfrei charakterisiert werden.

## Arten und ihre Anwendungen
In jedem Fall kann das erhaltene Spektrum als Bode- oder Nyquist-Diagramm dargestellt werden (s. u.: Darstellung...).

### Elektrochemische Impedanzspektroskopie
Die elektrochemische Impedanzspektroskopie wird in der Elektrochemie einsetzt. Sie betrachtet Systeme, in denen (elektro)chemische Reaktionen auftreten können und in denen der Stofftransport eine wesentliche Rolle spielt. Die Stoffumwandlungen der (elektro)chemischen Prozesse können endotherm oder exotherm sein, was auch dazu führt, dass eine elektrochemische Zelle im Allgemeinen eine Gleichspannung ausbildet.
Untersuchte Systeme sind:
- Energiespeicher: Batterien, Doppelschicht-Kondensatoren, Elektrolysezellen und Brennstoffzellen
- Korrosion, Schutzschichten
- Kinetik
- Stoffgemische:
  - Feststellung der Zusammensetzung (z. B. von Milch)[1]
  - Ermittlung der Eigenschaften (z. B. Materialfeuchte, Aushärtungsgrad von Klebstoffen oder Baumaterialien)[1]

### Dielektrische Spektroskopie
Die dielektrische Spektroskopie wird in der Physik und der Materialwissenschaft verwendet zur Untersuchung von Materialien und Leitfähigkeitsmechanismen. Hier gibt es typischerweise keinen Gleichspannungsanteil, stattdessen werden höhere Wechselspannungen verwendet. Während bei den elektrochemischen Untersuchungen der Stofftransport und die Reaktionen im Mittelpunkt stehen, werden mit der dielektrischen Spektroskopie z. B. die Relaxationsmechanismen im Festkörpern untersucht.
Untersuchte Systeme sind:
- Festkörper wie Ionenleiter oder Kunststoffe
- biologische und biomedizinische Systeme, z. B.
  - Bestimmung der Zahl und der Form von suspendierten Zellen
  - Untersuchung von Geweben
  - Qualifizierung von Zellkulturen: TEER (in vitro)
  - in der Biotechnologie: Überwachung von Fermentationsprozessen.[3]
- Geophysik: Spektrale Induzierte Polarisation (SIP)
- Halbleiter
- Oberflächentechnik.

### Experimentelle Bestimmung des Frequenzgangs der Impedanz
Die experimentelle Bestimmung des Frequenzgangs der Impedanz in der Elektronik bzw. Elektrotechnik nutzt entsprechende Spektren zur Untersuchung und Charakterisierung von elektrischen und elektronischen Bauteilen und Baugruppen, z. B. von Leitern, Widerständen, Kondensatoren, Spulen und deren Kombinationen.

## Darstellung, Auswertung und Interpretation der Messergebnisse
Zur Auswertung der Impedanzspektren bedient man sich der komplexen Wechselstromrechnung.
Das Impedanzspektrum beschreibt die Übertragungsfunktion des Systems und kann dargestellt werden
- als Funktion der Frequenz (Bode-Diagramm) oder
- als Ortskurve (Nyquist-Diagramm, insbesondere bei Darstellung der Permittivität auch Cole-Cole-Diagramm genannt).

Da hierbei hauptsächlich Kapazitäten und seltener Induktivitäten auftreten, wird die negative imaginäre Achse normalerweise nach oben aufgetragen.
Sind typische Kurvenverläufe für bestimmte Zustände in einem System bekannt, so ist häufig bereits eine grafische Auswertung der Diagramme möglich.
Reicht die grafische Interpretation des Impedanzspektrums (z. B. im Nyquist-Diagramm) nicht aus, so kann für eine weitergehende Analyse ein Ersatzschaltbild des zu untersuchenden Systems erstellt werden. Das Ersatzschaltbild bildet die für die Untersuchung relevanten vermuteten chemischen und physikalischen Prozesse ab. So kann z. B. ein Kondensator eine eventuell vorhandene elektrochemische Doppelschicht repräsentieren. Neben den in der Elektrotechnik üblichen Impedanzen (Widerstände, Kapazitäten und Induktivitäten) können noch andere Phänomene auftreten, z. B. Diffusionsprozesse in elektrochemischen Systemen. Um Diffusionsphänomene im Modell abzubilden, werden zusätzliche Elemente wie die Warburg- oder die Nernst-Impedanz genutzt.
Die Parameter des Ersatzschaltbildes können mit einer Ausgleichungsrechnung an die Messwerte angepasst werden. Für diese Berechnung existiert speziell auf die Fragestellungen der Impedanzspektroskopie zugeschnittenen Software, die die Parameter mit Verfahren der nichtlinearen Optimierung anpasst. Die Parameter des angepassten Modells bzw. ihre Veränderung zwischen verschiedenen Betriebszuständen erlauben eine Interpretation über Zustände und Vorgänge im System.
Eine Überprüfung der Impedanzspektren kann mit Hilfe der Kramers-Kronig-Beziehungen erfolgen. Dazu kann der ZHIT-Algorithmus genutzt werden oder der von Boukamp vorgeschlagene Test mit linearer Anpassung und Transformation.